# 亚硝酸镍
亚硝酸镍是一种无机化合物，化学式为Ni(NO2)2。
无水亚硝酸镍最先由Cyril Clifford Addison于1961制备出来，他通过气态四羰基镍和四氧化二氮的反应得到，该反应生成一种绿烟。亚硝酸镍是自亚硝酸银以来发现的第二种过渡金属的无水亚硝酸盐。该化合物加热至220 °C分解，但是在氩气中却可加热至260 °C。它是共价化合物，略带挥发性。其红外光谱的吸收带在1575、1388、1333、1240、1080和830 cm−1。液态的四氧化二氮会将亚硝酸镍氧化至硝酸镍。

## 溶液
当亚硝酸镍在水中溶解时，会形成不同的硝基-水配合物，如Ni(NO2)2(H2O)4、Ni(NO2)3(H2O)3−和Ni(NO2)(H2O)5+。当碱金属亚硝酸盐加入至溶液中时，形成水配合物Ni(NO2)2(H2O)4，这种配合物的翠绿色比Ni(H2O)62+更深。在标准状况下，Ni(H2O)62+ + 2NO2– ⇌ Ni(NO2)2(H2O)4 + 2H2O的平衡常数为0.16。Brooker认为，强光会催化硝基配合物离子的分解，留下Ni(NO2)2(H2O)4。
在水溶液中，亚硝酸镍缓慢分解，这是因为发生了歧化反应：
3 NO2− + 2 H+ → 2 NO(g) + NO3– + H2O